# 황순어
황순어(黃脣魚, Bahaba taipingensis)는 농어목 민어과에 속하는 어류이다. 몸 길이는 최대 2m에 무게도 100kg가 나가는 대형어류이다.

## 특징과 먹이
황순어는 민어과의 어류중에 가장 큰것이 특징이다. 황오어(黃鰲魚)라고도 불리며 입술이 노랗고 황금같은 색을 띄는게 특징이다. 그래서 금전민어(金錢魚)라고 불리기도 한다. 중국에서는 굉장히 귀한 어족자원으로 식용으로 인기가 높고 귀한 약재로 고가에 판매되는 상업성 어종이기도 하다. 다만 이빨은 제법 날카롭기에 살아있는 개체는 주의해서 다뤄야 하며 먹이는 작은 물고기와 연체류와 오징어류를 주로 섭이하는 육식성 어종이다.

## 서식지
황순어는 북서 태평양과 남 태평양에 주로 분포하며 수심 20~100m전후의 표해수층에 주로 서식한다. 인도양과 대서양등지에선 서식하지 않는 태평양에만 서식하기에 희귀한 어류이기도 하다.